# Caudinos
Los caudinos eran una tribu de los samnitas. Vivían en las montañas que rodeaban Campania, y en los valles de los ríos Isclero y Volturno. Su capital era la ciudad de Caudio, pero parece bastante probable que la apelación no se limitaba a los ciudadanos de Caudio y territorios adyacentes. 

## Historia y fuentes
Tito Livio habla de los caudinos en más de un pasaje como una tribu o "gentes", en los mismos términos que utiliza para los Hirpinos, y Niebuhr les suponía una de las cuatro tribus que formaban la confederación Samnita. Al tratarse del más occidental de los grupos samnitas, fueron la tribu más profundamente influenciada por los griegos que colonizaron la Campania.
Los caudinos no son mencionados como una tribu aparte en las narraciones sobre las guerras samnitas, probablemente debido a que se les presuponía formando parte de las tropas samnitas de manera inherente. El territorio de los caudinos fue escenario de numerosos combates. Veleyo Patérculo (II. 1) indica que fueron los caudinos con quien los romanos sellaron el tratado de paz tras su derrota en la batalla de las Horcas Caudinas. En ese mismo pasaje, Livio habla genéricamente de "samnitas". El 275 a. C., la tribu fue subyugada por Lucio Cornelio Léntulo, cuya familia conscuentemente adoptó el apellido Caudinus.

## Geografía
Se desconocen los límites exactos de sus territorios. El poeta latino Gracio Falisco llamó a la gran masa montañosa del Taburno el Caudinus Taburnus, y debía tratarse del centro de su territorio. Probablemente limitaba con las tierras de los hirpinos a un lado y de los pentri al opuesto, mientras que al oeste bordeaba directamente con la Campania. El nombre no es reconocido por ningún geógrafo como genérico, y parece que cayó en desuso: cuando Plinio el Viejo menciona a los caudinos, se refiere únicamente a los ciudadanos de Caudio.
Las ciudades más conocidas de los caudinos eran Caudium (moderna Montesarchio), Caiatia (moderna Caiazzo), Trebula y Cubulteria.